# DWGDirect
El formato de archivo DWGDirect (antiguamente conocido como OpenDWG) es un proyecto comercial de la Open Design Alliance (ODA), una alianza de empresas y multinacionales que promueve una versión propia del popular formato informático de CAD DWG que permita el intercambio de datos entre diferentes marcas de software.

## Motivaciones
El formato DWG de Autodesk es un formato cerrado y no existe una especificación pública oficial. Esta empresa nunca documentó el formato de archivo DWG de su software CAD líder del mercado AutoCAD a pesar de que la compañía lo puso a disposición, de forma indirecta, mediante el motor OEM de AutoCAD. A lo largo de estos años muchos desarrolladores intentaron de forma independiente mediante ingeniería inversa obtener este formato de archivo para proveer a la industria de herramientas útiles, tales como recuperadores de archivos, visualizadores y traductores directos. Hoy en día existe una descripción incompleta de los formatos para las versiones 13, 14 y 2000 publicadas por la Open Design Alliance.

## Historia
El 22 de noviembre de 2006 Autodesk demandó a la ODA alegando que sus bibliotecas DWGdirect infringían los derechos de autor de la empresa sobre la marca Autodesk al usar el código de TrustedDWG (incluyendo la palabra "AutoCAD") en los archivos DWG creados.
En abril de 2007 la demanda se retiró al modificar Autodesk el mensaje de advertencia de su AutoCAD 2008 (para que sea más conciliador) y la Open Design Alliance al eliminar el apoyo al código TrustedDWG de sus bibliotecas DWGdirect.

## Críticas
Los reparos a este formato de archivo provienen del hecho de que DWGDirect no se puede considerar una alternativa libre al formato propietario DWG dado que la Open Design Alliance no permite usar sus bibliotecas en licencias de tipo GPL.
Por otro lado, se señala que esta especificación ha sido obtenida mediante ingeniería inversa por lo que no se ajusta necesariamente al formato DWG en su totalidad. Así mismo, la especificación publicada por la Open Design Alliance no ofrece ninguna garantía de funcionamiento por parte de sus creadores. De hecho presenta errores que imposibilitan el tratamiento de determinadas entidades y la ODA tampoco proporciona asistencia técnica respecto a esta especificación.